# Partido Nacional de Granada
El Partido Nacional de Granada (en inglés: Grenada National Party), abreviado como GNP, fue un partido político granadino de ideología conservadora liberal que existió entre 1955 y 1984 como la principal fuerza de centroderecha de Granada, en alternancia con el Partido Laborista Unido de Granada (GULP) de Eric Gairy. Fue liderado durante toda su existencia por Herbert Blaize.
Los miembros del GNP enfrentaron persecución e intimidación durante el segundo gobierno de Gairy (1967-1979) y tras su derrocamiento, el partido fue prohibido por el Gobierno Popular Revolucionario (1979-1983). No sería legalizado nuevamente hasta la invasión de Granada por parte de los Estados Unidos. De cara a las elecciones generales de 1984, el GNP se unificó con el Partido Nacional Democrático y el Movimiento Democrático de Granada para establecer el Nuevo Partido Nacional, que permanece hasta la fecha como uno de los principales partidos del país.

## Historia
El GNP se fundó entre 1953 y 1955, bajo el liderazgo del abogado de Carriacou Herbert Blaize, como oposición al Partido Laborista Unido de Granada, en la entonces colonia británica de Granada. Obtuvo sus apoyos principalmente de la clase media urbana y los terratenientes. Obtuvo dos escaños en las elecciones de 1957 y pudo formar una coalición anti-GULP que permitió a Blaize convertirse en el primer jefe de gobierno electo de la historia de Granada, entre 1960 y 1961. El GULP ganó las elecciones de 1961 y Blaize fue sucedido por su líder, Eric Gairy. Sin embargo, al año siguiente se celebraron elecciones anticipadas y el GNP triunfó por amplio margen, devolviendo a Blaize al gobierno de la colonia con una mayoría absoluta en el Consejo Legislativo.
Gairy y el GULP volvieron al poder en las elecciones de 1967 y fue reelegido en 1972. Durante este tiempo, Blaize se mantuvo como líder de la Oposición. El GULP implantó un régimen autoritario, para luego llevar al país a la independencia total en 1974. Blaize llevó al GNP a una coalición con el marxista Movimiento New Jewel y el socialcristiano Partido Laborista Demócrata Cristiano conocida como Alianza Popular para disputar las elecciones de 1976. El partido sufrió una fuerte debacle en medio de acusaciones de fraude electoral y Blaize fue su único parlamentario reelecto.
Después del golpe de Estado de 1979 que llevó al poder al Movimiento New Jewel e instaló un gobierno comunista bajo el liderazgo de Maurice Bishop, el GNP fue prohibido junto con todos los demás partidos políticos. Blaize rompió su alianza con Bishop y se retiró de la vida política hasta la invasión por parte de Estados Unidos en 1983, que condujo finalmente al restablecimiento de la democracia. De cara las elecciones de 1984, el GNP se unió a otros partidos para fundar el Nuevo Partido Nacional, con lo cual dejó de existir.

## Resultados electorales
|  | 24.36 % |

|  | 26.67 % |

|  | 53.73 % |

|  | 45.49 % |

|  | 41.13 % |

|  | 14.53 % |

|  | 27.86 % |